# Henotesia ornata
Henotesia ornata är en fjärilsart som beskrevs av Charles Oberthür 1916. Henotesia ornata ingår i släktet Henotesia och familjen praktfjärilar. Inga underarter finns listade i Catalogue of Life.